# Ли Куан Ю
Ли Куа́н Ю (англ. Lee Kuan Yew, или Lee Kwan-Yew; иер. трад. 李光耀, кант.-рус.: Лэй Куонъиу, пиньинь: Lǐ Guāngyào, палл.: Ли Гуанъяо; 16 сентября 1923, Сингапур — 23 марта 2015, Сингапур) — сингапурский государственный и политический деятель, первый премьер-министр (1959—1990) Республики Сингапур.
Ли стал соучредителем Партии народного действия (ПНД) в 1954 году и был её первым генеральным секретарем до 1992 года. После того, как Ли решил уйти в отставку с поста премьер-министра в 1990 году, он занимал должность старшего министра при его преемнике Го Чок Тонге до 2004 года, а затем в качестве министра-наставника до 2011 года при своём сыне Ли Сянь Луне. В общей сложности Ли последовательно занимал министерские посты в течение 52 лет. Он продолжал служить своему избирательному округу Танджонг Пагар в течение почти 60 лет в качестве члена парламента до своей смерти в 2015 году.
За годы своего правления Ли превратил Сингапур из отсталой британской колонии в развитую страну с динамично развивающейся экономикой. В ходе глубоких реформ он создал универсальную систему меритократического, высокоэффективного и антикоррумпированного правительства. Он отстаивал меритократию и мультикультурализм, сделал английский общим языком для интеграции иммигрантского общества и содействия торговле с западными странами, в то же время предписывая двуязычие в школах для сохранения родного языка учащихся и этнической самобытности сингапурского населения.
В то же время отрицательно оцениваются действия Ли в области ограничения гражданских свобод (контроль над СМИ и запрет публичных акций протеста) и деятельность против политических оппонентов.
Умер от воспаления лёгких 23 марта 2015 года в возрасте 91 года.

## Биография
Родился 16 сентября 1923 года в Сингапуре, в китайской семье среднего класса, его отец принадлежал к народности хакка, а мать происходила из перанаканов (малаизированных китайцев). Его родным языком был английский, что было весьма необычно для китайцев в то время, так как его родители увлекались британской культурой и не знали родных языков друг друга. Сингапур являлся столицей британской колонии Стрейтс-Сетлментс, а дед Куана Ю называл его Гарри Ли — под этим именем он и был известен в молодости. Первичное образование Ли Куан Ю получил в сингапурской начальной школе «Telok Kurau», учебное состояние которой определил в своих мемуарах как «не блестящее» и «бедное».
Окончив в 1945 году «Раффлз-колледж» в Сингапуре (ныне — Национальный университет Сингапура), Ли Куан Ю уехал в Великобританию, где учился сначала в Лондонской школе экономики, затем в Кембриджском университете, где получил два «красных» диплома — по праву и по экономике.
После обучения в Лондонской школе экономики Ли окончил Фицуильям-колледж в Кембридже в области права. Затем он стал адвокатом в 1950 году и занимался юридической практикой до 1959 года.
В 1949 году вернулся на родину. В 1950 году начал работать в адвокатуре в «Миддл Темпл» (Лондон), затем занимался адвокатской практикой в Сингапуре в компании «Laycock and Ong», где работал консультантом по правовым вопросам ряда профсоюзов.
Ли также провёл кампанию за то, чтобы Британия отказалась от своего колониального правления в Сингапуре, и в результате национального референдума в 1962 году добился слияния с другими бывшими британскими территориями в Индокитае, чтобы сформировать Малайзийскую Федерацию. Однако расовые распри и идеологические разногласия привели к тому, что Сингапур отделился всего через два года от Малайзии и стал суверенным городом-государством.
В 1954 году основал умеренную социал-демократическую «Партию народного действия (ПНД)», в которой занимал должность генерального секретаря, в 1959 году привёл её к власти.
С 1959 по 1990 год занимал пост премьер-министра Сингапура. В 1990—2004 годах был старшим министром в правительстве Го Чок Тонга. В 2004—2011 годах занимал должность министра-ментора (наставника) в правительстве своего сына Ли Сяньлуна.
Ли Куан Ю стал одним из создателей сингапурского «экономического чуда». Под его руководством Сингапур из бедной, экономически отсталой страны «третьего мира» превратился в одно из самых богатых государств мира по ВВП на душу населения (см. Модернизация Сингапура под руководством Ли Куан Ю).
Владел английским, малайским и китайским языками, основами японского.
В марте 1996 года перенёс операцию на сердце.
5 февраля 2015 года 91-летний Ли Куан Ю был помещён в больницу с острой пневмонией и подключён к аппарату искусственной вентиляции лёгких. 18—22 марта состояние его здоровья оценивалось как критическое. 23 марта 2015 года в 03:18 по сингапурскому времени на 92-м году жизни Ли Куан Ю скончался в Главном сингапурском госпитале. В связи с кончиной Ли Куан Ю глава правительства Сингапура Ли Сянь Лун объявил семидневный национальный траур, который продлился с 23 по 29 марта 2015 года. Похороны состоялись 29 марта 2015 года в 14:00 по местному времени. Позже в тот же день был кремирован на частной церемонии в крематории Мандай.

### Личная жизнь
Ли Куан Ю был женат на Ква Геок Чу (1920—2010), с которой познакомился во время учёбы в сингапурском «Раффлз Колледже». В семье родились трое детей — два сына и дочь (Ли Сянь Лун, Ли Вэй Линг и Ли Сянь Ян).

## Политические взгляды
Ли Куан Ю считал преимуществом бывшее британское владение Сингапуром, в частности, сохранил в стране английский язык и британскую правовую систему, отвергал социалистические методы:
Мы использовали те преимущества, которые Великобритания оставила нам: английский язык, юридическую систему, администрацию, лишённую партийных пристрастий. Мы тщательно избегали использования методов, свойственных социальному государству, потому что видели, как великий британский народ в результате социалистической уравниловки превратился в посредственный.

Преимуществом Сингапура по сравнению с такими странами, как Китай и Индия, Ли Куан Ю считал надёжность и стабильность для бизнеса, защиту интеллектуальной собственности и строгое соблюдение законов.
Ли Куан Ю считал коммунистов угрозой для Сингапура, их деятельность в качестве легальной оппозиции была для него неприемлема.
В религиозных вопросах руководитель Сингапура считал необходимым препятствовать «волне, идущей от арабских государств», направленной на обособление мусульман. По его мнению, ужесточение религиозных установок, пропагандируемое «саудийцами», создаёт барьеры в обществе, в результате чего малайцы-мусульмане не участвуют в тесной интеграции, какая наблюдается между индийцами и китайцами.
Ли Куан Ю признавал, что западная наука даёт «практичное понимание экономики», но в то же время он считал западных исследователей «слишком политически корректными» и неспособными признать, что «между различными расами, культурами или религиями существуют врождённые различия». Ли Куан Ю привлекал экспертов, ранее добившихся реальных результатов в сфере их компетенции. Однако не ко всем советам он прислушивался: «учёные в области социальных и политических наук располагают множеством обожаемых ими теорий о том, как должно развиваться общество <…>; лакмусовой бумажкой, которую я применял к любой теории или схеме, — работала ли она в реальной жизни».
Широко известно высказывание Ли Куан Ю о непростых искушениях властью: «У меня было два пути. Первый: это воровать и вывести друзей и родственников в списки „Форбс“, при этом оставив свой народ на голой земле. Второй: это служить своему народу и вывести страну в десятку лучших стран мира. Я выбрал второе…». В народной обработке эти слова превратились в присказку, приписываемую Ли Куан Ю, смысл которой в том, что для победы над коррупцией нужно посадить трёх своих друзей.

## Ли Куан Ю и Россия
Россия всё ещё располагает ядерным оружием, которое даёт ей возможность удержать любого агрессора, стремящегося к её расчленению. И любой, кто считает, что с русскими покончено как с великой нацией, должен вспомнить об их учёных, работавших в космической и атомной области, шахматных гроссмейстерах, олимпийских чемпионах, которых они воспитали, несмотря на весь ущерб причинённый стране системой централизованного планирования. В отличие от коммунистической системы, русские — не те люди, которых можно выбросить на свалку истории.
По словам Ли Куан Ю, он мотивировал своего старшего сына Ли Сянлуна, увлекающегося математикой, изучать русский язык, чтобы тот смог в оригинале читать «публикации многих превосходных российских математиков». На изучение русского языка сыну Ли потребовалось шесть лет, после чего он с отличием сдал экзамен на базовый уровень.
В дальнейшем, уже отойдя от дел, Ли Куан Ю говорил, что «руководители в России стали коррумпированными».
С 2005 года Ли Куан Ю был почётным доктором МГИМО, с 2014 года — почётным доктором Дипломатической академии МИД России.
Являлся членом Международного попечительского совета Московской школы управления «Сколково».
7 ноября 2009 года Указом Президента Российской Федерации Д. А. Медведева Ли Куан Ю награждён орденом Дружбы «за большой вклад в развитие российско-сингапурских отношений». Награду Ли Куан Ю вручил лично Дмитрий Медведев во время своего визита в Сингапур 15 ноября 2009 года. Торжественная церемония вручения состоялась во дворце «Истана Кампонг Глам».
10 сентября 2013 года Указом Президента Российской Федерации В. В. Путина Ли Куан Ю награждён орденом Почёта «за большой вклад в укрепление дружбы и сотрудничества с Российской Федерацией, развитие научных и культурных связей». Награда была вручена 90-летнему государственному деятелю Ли Куан Ю чрезвычайным и полномочным послом Российской Федерации в Республике Сингапур Леонидом Моисеевым 7 января 2014 года.

## Награды
- Рыцарь большого креста ордена Святых Михаила и Георгия (1972 год, Великобритания).
- Орден Кавалеров Почёта (1970 год, Великобритания).
- Орден Цветов павловнии (23 марта 2015 года, Япония, посмертно).
- Орден Восходящего солнца 1 степени (1967 год, Япония).
- Великий командор Ордена Короны Джохора (1984 год, Джохор, Малайзия).
- Орден Почёта (10 сентября 2013 года, Россия) — за большой вклад в укрепление дружбы и сотрудничества с Российской Федерацией, развитие научных и культурных связей[33].
- Орден Дружбы (7 ноября 2009 года, Россия) — за большой вклад в развитие российско-сингапурских отношений[31].
- Орден «Достык» I степени (2011 год, Казахстан).
- Орден Почёта (16 сентября 2009 года, Армения) — за деятельность, направленную на установление и развитие сотрудничества между Арменией и Сингапуром[35].
- Медаль «20 лет независимости Республики Казахстан» (2011 год, Казахстан).
- Медаль Дружбы за реформы Китая[англ.] (2018 год, Китай, посмертно)[36].

### На английском
- Lee Kuan Yew. The Singapore Story: Memoirs of Lee Kuan Yew. — Times Editions, 1998. — Vol. 1. — P. 680. — ISBN 0-13-020803-5.
- Lee Kuan Yew. From Third World to First: 1965-2000: Memoirs of Lee Kuan Yew. The Singapore Story. — Harper, 2000. — Vol. 2. — P. 752. — ISBN 0-06-019776-5.
- Lee, Kuan Yew. Keeping My Mandarin Alive: Lee Kuan Yew's Language Learning Experience (англ.). — World Scientific Publishing Company, 2005. — ISBN 9789812563828.
- Lee, Kuan Yew. Hard Truths To Keep Singapore Going. — Straits Times Press, 2011. — ISBN 9789814266727.
- Lee, Kuan Yew. My Lifelong Challenge: Singapore's Billingual Journey (англ.). — Straits Times Press, 2012. — ISBN 9789814342032.
- Lee, Kuan Yew. One Man's View of the World. — Singapore: Straits Times Press, 2013. — ISBN 9789814342568.
- Lee, Kuan Yew. The Wit and Wisdom of Lee Kuan Yew. — Didier Millet, 2013. — ISBN 9789814385282.
- Lee, Kuan Yew. Lee Kuan Yew: A Life in Pictures. — Straits Times Press, 2014. — ISBN 9789814342582.

### Перевод на русский
- Ли Куан Ю. Мой взгляд на будущее мира = One Man's View of the World. — М.: Альпина Нон-фикшн, 2017. — 446 с. — ISBN 978-5-91671-658-0.
- Ли Куан Ю. «Сингапурская история. 1965—2000 гг. Из третьего мира — в первый». М.: «МГИМО-Университет», 2010. ISBN 978-5-9228-0576-6
- Том Плейт. «Беседы с Ли Куан Ю. Гражданин Сингапур, или Как создают нации». М.: «Олимп-Бизнес», 2012. ISBN 978-5-9693-0213-6
- Ли Куан Ю. Из третьего мира — в первый. История Сингапура (1965—2000) = From Third World to First: 1965—2000: Memoirs of Lee Kuan Yew. The Singapore Story : пер. с англ. Александра Боня / Ли Куан Ю. — 11-е изд. — Москва : Манн, Иванов и Фербер, 2023. — 576 с. — (Истории выдающихся людей). — ISBN 978-5-00195-195-7